# سيرك

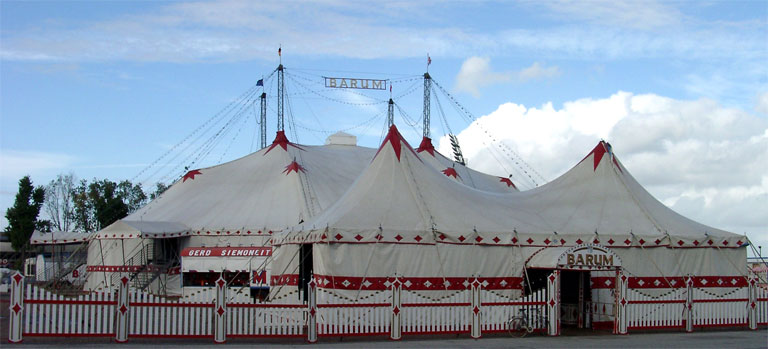
سيرك باروم من ألمانيا

السيرك مجموعة من الفنانين الرحالة، بما فيهم البهلوانين، والمهرجين، والحيوانات المدربة، ولاعبي الأراجيح والموسيقين، لاعبي الخفة، والذين يمشون على الحبال المشدودة، والمشعوذين، وغيرهم من ذوي المهارات الأدائية. غالباً ما تقام عروض السيرك في خيمة كبيرة. والسيرك من وسائل الترفيه القديمة والمحببة للصغار والكبار على حد سواء.

## تاريخ السيرك
يرجع تاريخ السيرك إلى عصر الرومان، حيث كانت حلبات سباقات عربات الخيول والمصارعة حتى الموت بين العبيد المصارعين (انظر سبارتاكوس)، كما كانت هناك عروض لترويض الحيوانات وكانت أحب الفقرات هي فقرة الصراع بين الإنسان والحيوان وكانت تستخدم الدببة والأسود في تلك المصارعات الدامية.
بعد ذلك تطور السيرك إلى أن أصبح على شكل العروض التي تقام في خيمة متنقلة وكانت فيها عروض المهرجين وترويض الحيوانات وكان يعرض فيها كل ما هو غريب من أقزام يؤدون ألعاب أو عرض تقدمه امرأة ملتحية وما إلى ذلك.

## في العصر الحديث
تطور السيرك إلى أن أصبح عرض في مكان ثابت غير متنقل ومن أبرز أمثلة السيرك العالمي هو السيرك الروسي وسيرك دو سوليه الذي يوجد في مونتريال بكندا، حيث العروض العصرية الحديثة التي تخلو من وجود الحيوانات وإنما هي عروض للمهارة الإنسانية وفن الإضحاك في أجلى معانيه، كما يتميز بالموسيقي المميزة والأزياء وأساليب الإبهار المختلفة.

## معرض الصور

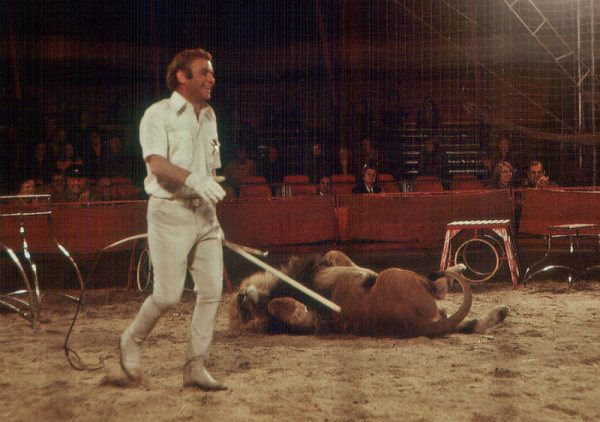
مدير سيرك باروم Gerd Siemoneit-Barum
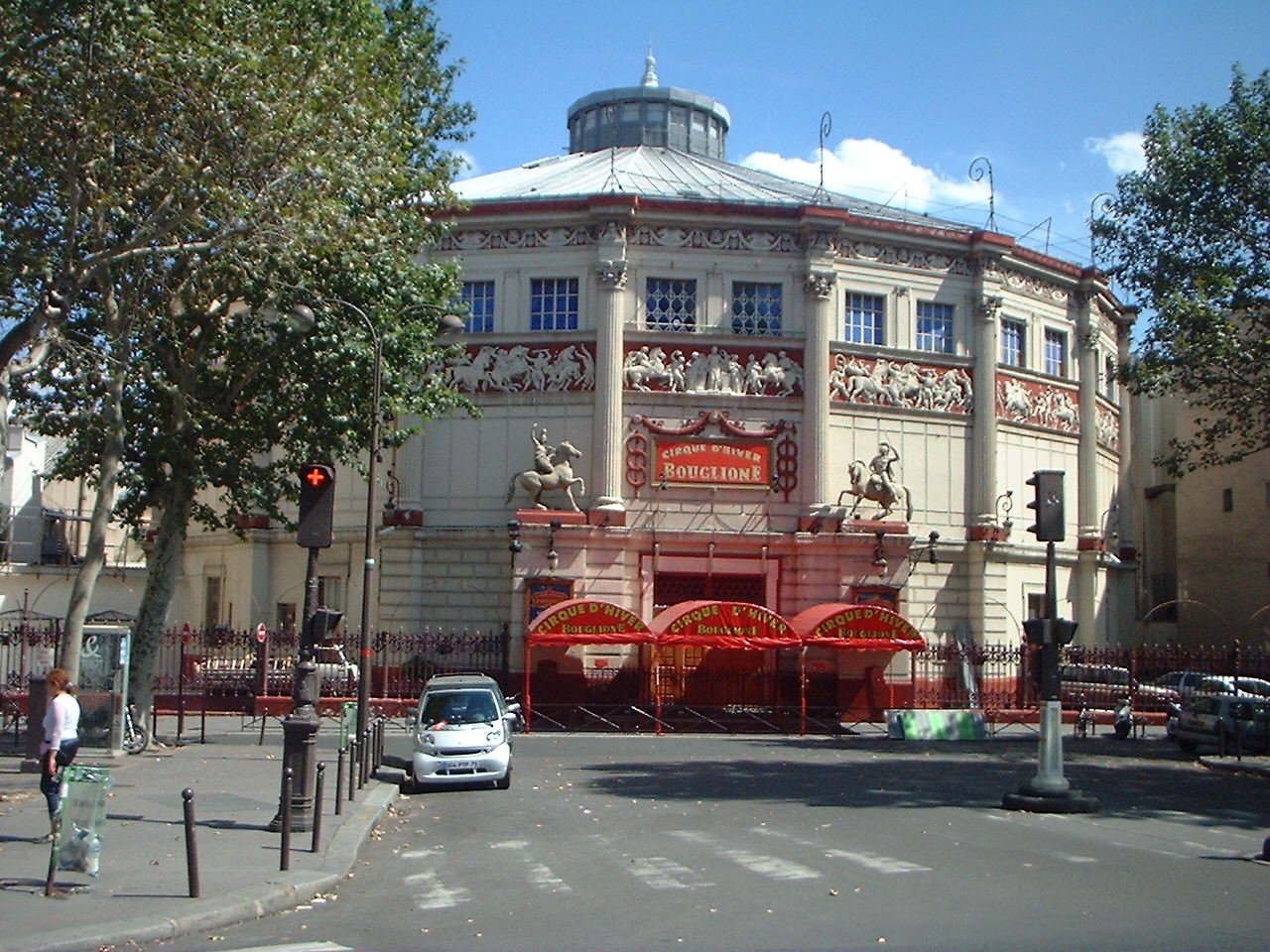
باريس ، فرنسا ، سيرك دو هيفير ، أو سيرك الشتاء
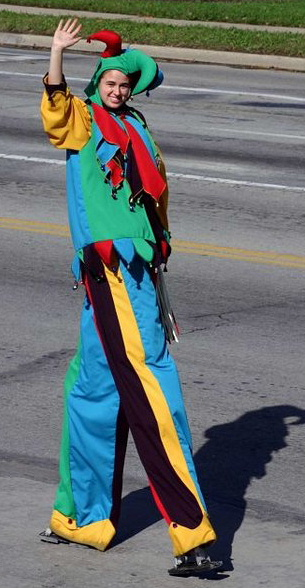
لاعب المشي على السيقان الخشبية
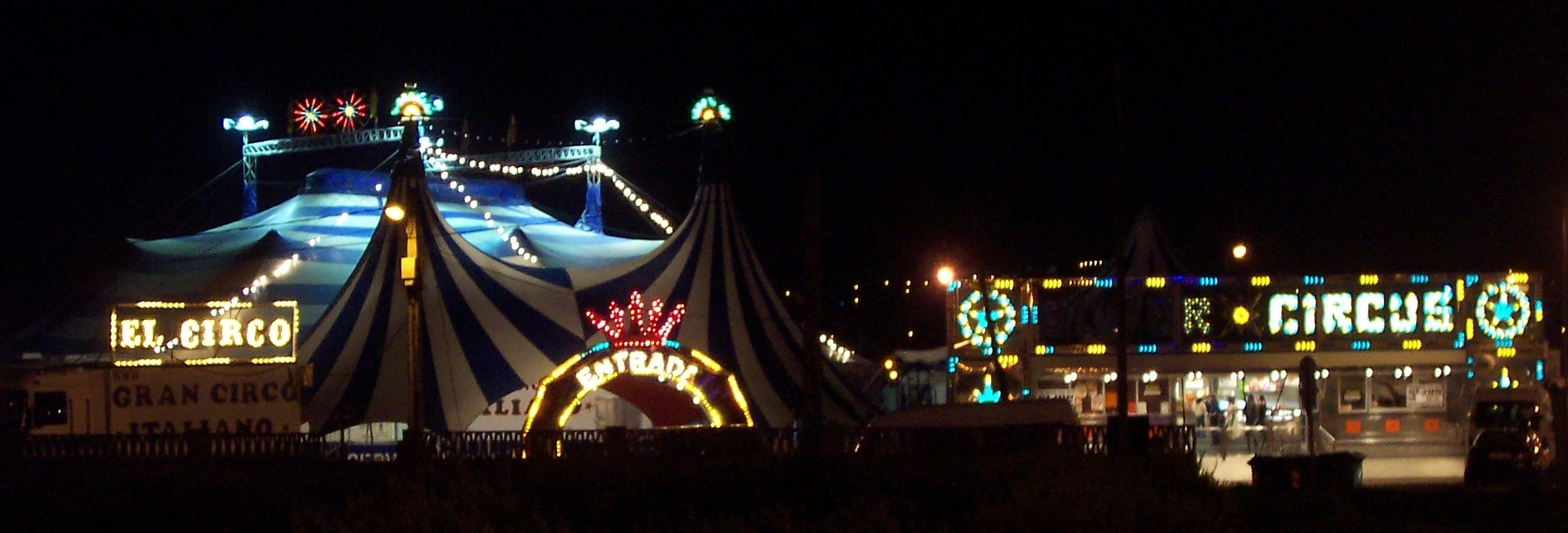
السيرك ليلاً ، Gijón - أسبانيا.
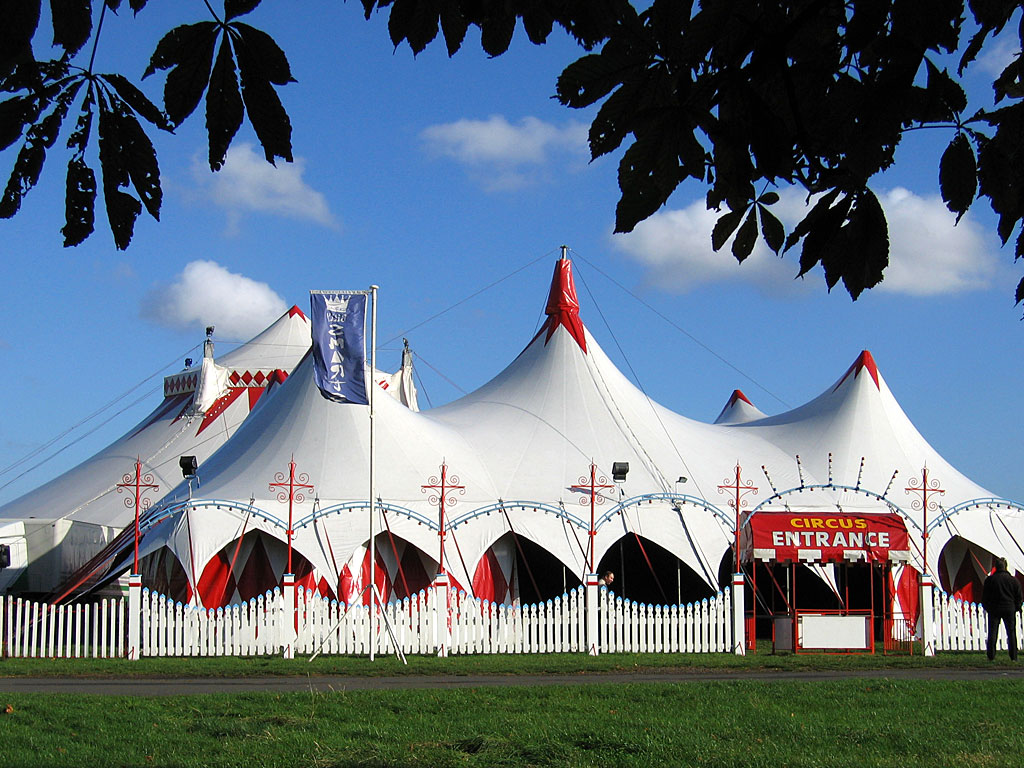
سيرك بيلي سمارت
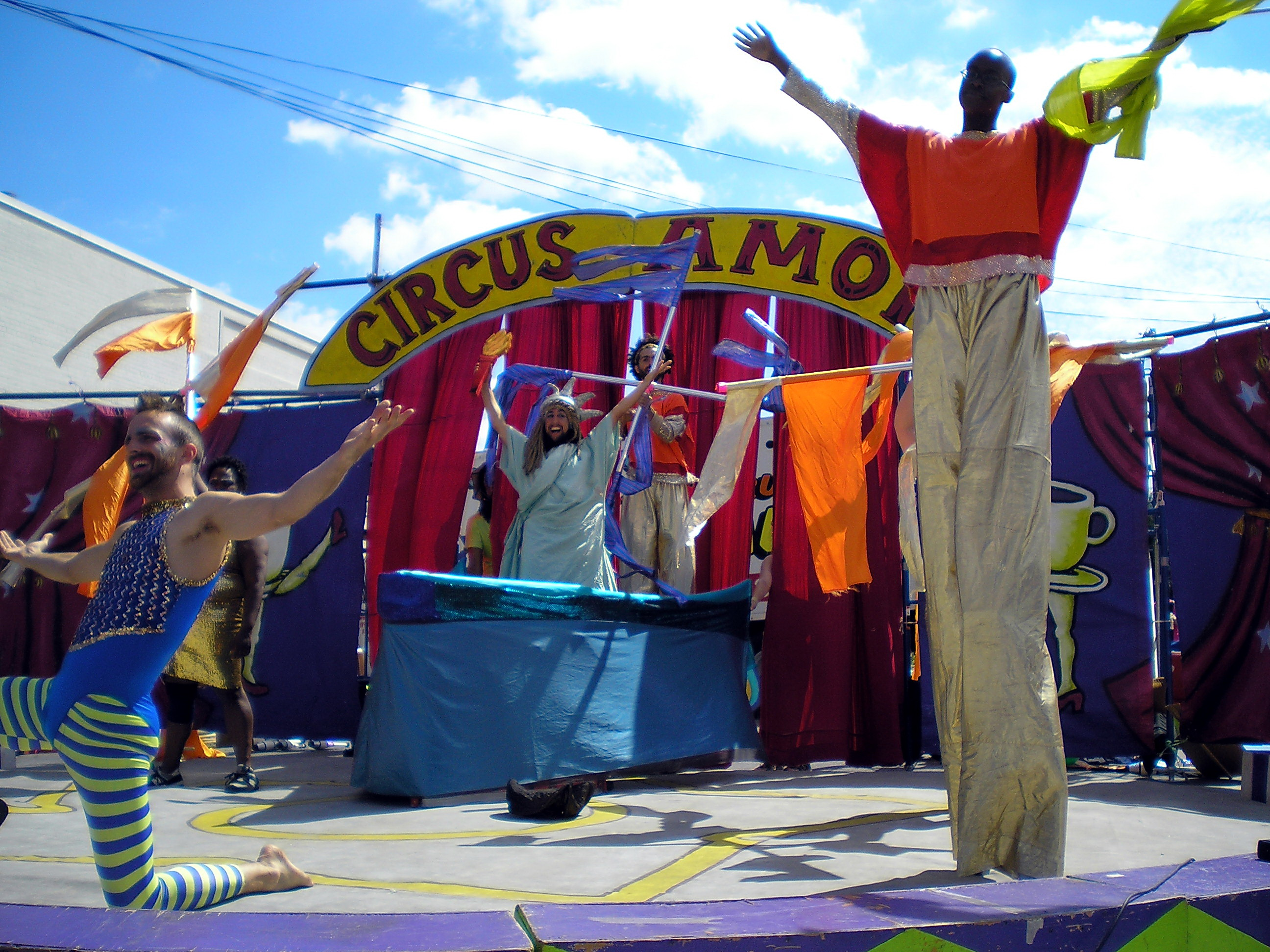
تقديم سيرك أموك